# My Foolish Heart (sång)
My Foolish Heart är en populär sång som publicerades 1949. Musiken är skriven av Victor Young och texten av Ned Washington. Sången introducerades av sångerskan Martha Mears i filmen med samma namn från 1949.
Sången blev en succé och har genom åren spelats in av ett stort antal artister t.ex. Bill Evans, Dion & The Belmonts, Joe Williams med George Shearing, Tony Bennett, Frank Sinatra, Tom Jones, Carmen McRae, Elkie Brooks, Astrud Gilberto, Mel Tormé och Oscar Peterson with Nelson Riddle. På senare år har My Foolish Heart spelats in av pianister Liz Story och Keith Jarrett, gitarristerna John McLaughlin och John Abercrombie och sångarna Kurt Elling, Al Jarreau, Chris Barber, Jane Monheit, Jacqui Dankworth och Ann Hampton Callaway.
Bland svenska artister som spelat in sången märks Monica Zetterlund, Monica Borrfors, Jan Lundgren och Nils Landgren.